# Шульга Михайло Карпович
Миха́йло Ка́рпович Шульга́ (нар.  6 листопада 1919 c. Лісовичі Таращанського району, Київської області) — радянський полковник, кавалер ордену Олександра Невського.
Народився 6 листопада 1919 року в селі Лісовичі Таращанського району, Київської області. Закінчив 10 класів середньої школи. В серпні 1938 року Таращанським військкоматом був призваний до лав збройних сил.

## Військовий шлях
У боях по захисту СРСР від німецьких військ воював з першого дня німецько-радянської війни у складі військ Південно-Західного фронту. В боях проявив мужність та героїзм, про що свідчить перша ж бойова нагорода — орден Червоної Зірки, котрим шульга був удостоєний в 1941 році — році тотального відступу Червоної Армії по всім фронтам.
За роки війни, фронтові заслуги Михайла Шульги були відзначені шістьма бойовими орденами. Серед них орден Олександра Невського, котрого він був удостоєний за участь у Виборзькій операції, в результаті котрої були створені військово-політичні умови, що призвели до виходу Фінляндії з війни на боці Німеччини.
На той час майор Шульга командував 3-м дивізіоном 106-ї гаубичної артилерійської бригади великої потужності, резерву Верховного Головнокомандування.
Командирами 15-ї артилерійської дивізії та 3-го артилерійського корпусу представлення до нагородження орденом Червоного Прапора не було затверджене, але натомість наказом командуючого артилерією Ленінградського фронту № 074 від 7 серпня 1944 року майор Шульга був нагороджений орденом Олександра Невського № 11660.
В повоєнні роки М. К. Шульга продовжував службу в армії, командував різними артилерійськими підрозділами та частинами.

## Ордени полковника Шульги
- орден Червоної Зірки № 39592 (наказ командувача Південно-Західного фронту від 05.11.1941);
- орден Червоного Прапора № 558758 (наказ по Південному фронту № 0264 від 10.05.1942);
- орден Вітчизняної війни 1-го ступеню № 36788 (наказ командуючого артилерією РСЧА № 01 від 19.02.1944);
- орден Олександра Невського № 11660 (наказ командуючого артилерією Ленінградського фронту від 07.08.1944);
- орден Червоного Прапора № 148878 (наказ командувача 48-ї армії № 0692 від 13.02.1945);
- орден Вітчизняної війни 1-го ступеню № 197540 (наказ командуючого 11-ю Армією № 085 від 24.04.1945);
- орден Червоної Зірки № 3150179 (УПВС СРСР від 30.04.1954).

Полковник Шульга нагороджений також декількома медалями, серед яких «За бойові заслуги» (УПВС СРСР від 20.06.1949), «За взяття Кенігсбергу» та інші.